# Монтиселло (тауншип, Миннесота)
Монтиселло (англ. Monticello) — тауншип в округе Райт, Миннесота, США. На 2000 год его население составило 4139 человек.

## География
По данным Бюро переписи населения США площадь тауншипа составляет 112,5 км², из которых 103,9 км² занимает суша, а 8,6 км² — вода (7,66 %).

## Демография
По данным переписи населения 2000 года здесь находились 4139 человек, 1318 домохозяйств и 1093 семей.  Плотность населения —  39,8 чел./км².  На территории тауншипа расположено 1357 построек со средней плотностью 13,1 построек на один квадратный километр. Расовый состав населения: 97,37 % белых, 0,24 % афроамериканцев, 0,58 % коренных американцев, 0,53 % азиатов, 0,02 % c Тихоокеанских островов, 0,51 % — других рас США и 0,75 % приходится на две или более других рас. Испанцы или латиноамериканцы любой расы составляли 1,50 % от популяции тауншипа.
Из 1318 домохозяйств в 46,8 % воспитывались дети до 18 лет, в 71,7 % проживали супружеские пары, в 7,1 % проживали незамужние женщины и в 17,0 % домохозяйств проживали несемейные люди. 11,3 % домохозяйств состояли из одного человека, при том 3,1 % из — одиноких пожилых людей старше 65 лет. Средний размер домохозяйства — 3,10, а семьи — 3,37 человека.
31,5 % населения — младше 18 лет, 8,1 % — в возрасте от 18 до 24 лет, 31,4 % — от 25 до 44, 22,5 % — от 45 до 64, и 6,5 % — старше 65 лет. Средний возраст — 34 года. На каждые 100 женщин приходилось 100,9 мужчин.  На каждые 100 женщин старше 18 приходилось 101,9 мужчин.
Средний годовой доход домохозяйства составлял 57 527 долларов, а средний годовой доход семьи —  61 857 долларов. Средний доход мужчин —  39 656  долларов, в то время как у женщин — 26 675. Доход на душу населения составил 21 154 доллара. За чертой бедности находились 4,0 % семей и 3,6 % всего населения тауншипа, из которых 4,6 % младше 18 и 5,5 % старше 65 лет.